# Françoise Pommaret
Œuvres principales
Le Tibet, une civilisation blessée, (2002)
Lhasa: lieu du divin, (1997)
Les revenants de l'au-delà dans le monde tibétain, (1984)
Françoise Pommaret, née le 25 février 1954 est une ethnologue et tibétologue française, chercheuse au CNRS. Elle a beaucoup voyagé en Asie au Tibet et au Bhoutan, où elle réside régulièrement depuis 1981.

## Biographie
Françoise Pommaret est née et a grandi au Congo, dans un couvent catholique avec un père originaire de l'ouest de la France et une mère corse. Elle rejoint la métropole à 17 ans. En 1972, à 18 ans, alors qu'elle étudie le latin et le grec à l'université, elle se rend au Népal. A son retour, elle décide de s'orienter vers l'anthropologie et d'apprendre le tibétain. Entre 1976 et 1978, elle obtient sa maîtrise au Ladakh.
Elle se rend pour la première fois au Bhoutan en 1979 en tant que guide touristique pour un groupe de Français. En février 1981, elle retourne au Bhoutan sur la recommandation du tibéologue étatsunien Gene Smith pour aider le royaume à structurer la première bibliothèque nationale. Normalement prévu pour quelques mois, elle décide de s'y installer avec son ex-mari, Yoshirō Imaeda.
Françoise Pommaret sort diplômée en histoire de l'art et en archéologie de l'université de la Sorbonne et se perfectionne en tibétain à l'INALCO. Sa thèse de doctorat sur les revenants de l'au-delà dans le monde tibétain a obtenu le prix Delalande-Guérineau de l'Académie des inscriptions et belles-lettres.
Elle travaille au Bhoutandepuis 1981 et collabore à la Bhutan Tourism Corporation entre 1981 et 1986, puis s'investit dans des projets éducatifs et culturels. Françoise Pommaret est de 2020 à 2024 consul honoraire de France au Bhoutan. L'exequatur lui fut accordé en sa qualité de consul honoraire du Bhoutan à Paris. Elle est aussi présidente de l'association Les Amis du Bhoutan.
Françoise Pommaret est directrice du laboratoire Langues et cultures de l'aire tibétaine de l'École pratique des hautes études depuis février 2003.
En 2012,  elle fait partie des « plus grands spécialistes du Tibet » internationaux qui demandent à Xi Jinping d'intervenir pour sauver la langue tibétaine.

## Accueil critique
L'universitaire Isabelle Charleux considère le livre Le Tibet, une civilisation blessée comme un « petit ouvrage synthétique, très bien illustré, sur l’histoire et la civilisation du Tibet ».

## Publications
- Les das log, « revenants de la mort » dans le monde tibétain: sources littéraires et tradition vivante, 1989, première édition
- Bhoutan : forteresse bouddhique de l'Himalaya, Olizane, Genève, 1991
- Lhasa : Lieu du divin, Olizane, Genève, 1997
- Les revenants de l'au-delà dans le monde tibétain : sources littéraires et tradition vivante, CNRS, Paris, 1989 (rééditions en 1998 et 2009)
- Ambassade de Samuel Turner au Bhoutan et au Tibet, Fleuve Jaune, Findakly, Paris, 2002
- Le Tibet, une civilisation blessée, Gallimard, Paris, coll. « Découvertes Gallimard / Histoire » (no 427), 2002,  (ISBN 2070762998),  (ISBN 9782070762996)
- La danse des morts, Citipati en l'Himalaya, danses macabres (avec F. Wang-Toutain), Findakly, Paris, 2004  (ISBN 2868051227)
- Le Bhoutan, au plus secret de l'Himalaya, Gallimard, Paris, coll. « Découvertes Gallimard / Culture et société » (no 469), 2005
- Parlons dzongkha, (avec Karma Tshering de Gaselô et Georges Van Driem), L'Harmattan, 2014